# Bachata Rosa
Bachata Rosa é o quinto álbum de estúdio do cantor e compositor dominicano Juan Luis Guerra juntamente com seu grupo 4.40. O álbum, lançado em 11 de dezembro de 1990, foi produzido e inteiramente composto por Guerra, tendo vendido mais de cinco milhões de cópias em todo o mundo. É considerado o introdutor da bachata ao cenário principal da música dominicana e seu porta-voz ao cenário internacional. O álbum recebeu um Prêmio Grammy de Melhor Álbum Latino Tropical e o Prêmio Lo Nuestro de Melhor Álbum Tropical do Ano e Melhor Grupo Tropical do Ano. Em 1992, Guerra lançou uma versão em português intitulada Romance Rosa, que veio a ser certificado em ouro pela Associação Brasileira de Produtores de Discos. Esta versão foi incluída na trilha sonora da novela "De Corpo e Alma", de Gloria Perez, exibida pela TV Globo entre 1992/1993. Na trama a canção foi tema da personagem "Yasmin", interpretada por Daniella Perez.
Bachata Rosa rendeu sete singles, dos quais três emplacaram entre os dez primeiros na Billboard Hot Latin Songs, além de emplacar em primeiro lugar na Billboard Tropical Albums, onde permaneceu por vinte e quatro semanas consecutivas. Foi certificado em platina pela RIAA e PROMUSICAE e em ouro pela NVPI. Bachata Rosa recebeu alta avaliação pelos especialistas, especialmente pelas composições e a produção técnica, sendo constantemente citado como um dos mais relevantes trabalhos do artista.

## Antecedentes
À época do lançamento de Bachata Rosa, o gênero que batiza o álbum era considerado música rural dominicana com letras muito rudes para o gosto público. A bachata era caracterizada pelo som de guitarra acústica, bongos e maracas. Após o lançamento de Ojalá Que Llueva Café, Guerra passou a mesclar seu estilo próprio com o gênero especialmente nas performances ao lado de Sonia Silvestre no álbum Quiero Andar. As demonstrações resultaram inevitavelmente no demo "Como Abeja al Panal". Segundo a cantora, Guerra teria ficado impressionado ao descobrir que seus ensaios de bachata haviam sido incluídos no álbum oficial; ele próprio não se dedicaria inteiramente ao gênero antes do lançamento de "Como Abeja al Panal". A canção apareceu primeiramente em uma propaganda televisiva da bebida Barceló, típica do país.
Após o sucesso da canção, Guerra manteve seus trabalhos voltados para a bachata, muitos dos quais resultaram nas faixas de Bachata Rosa. Silvestre explicaria posteriormente que "as bachatas de Guerra eram rosas, enquanto as minhas são vermelhas", explicando o exótico título do álbum. Guerra buscou retratar a linguagem e cotidiano das classes baixas dominicanas e usou amplamente sintetizadores ao contrário do álbum de Silvestre, que incluía acordeão. As gravações ocorreram no estúdio 4-40 em Nova Iorque, pertencente ao cantor.

## Estilo, composição e letras
O álbum possui dez faixas, incluindo quatro canções de bachata propriamente dita. A faixa de abertura "Rosalia", no caso, é um misto de merengue. "Como Abeja al Panal" inicia-se em tom de bachata e evolui para salsa, regressando ao estilo bachata no fim. "Carta de Amor" é inteiramente em ritmo de salsa, narrando as cartas apaixonadas de um homem. "Estrellitas y Duendes" fala sobre viver nas memórias de um amor como uma enxurrada de estrelas e elfos. "A Pedir su Mano" é uma regravação do afropop/merengue "Dede Priscilla", da centro-africana Lea Lignanzy.
"La Bilirrubina" é um merengue que descreve o sofrimento de um homem no hospital com altos níveis de bilirrubina por amor e ciúmes, que pode ser curado somente através de beijos e amor. "Burbujas de Amor" narra desejo de um homem em tornar-se um peixe e fazer "bolhas de amor" à sua amada. A letra da canção "Bachata Rosa", por sua vez, foi inspirada nos primeiros versos do poema Livro das Perguntas, de Pablo Neruda.

## Desempenho nas tabelas musicais
| Tabela musical (1990)                       | Melhor posição |
| ------------------------------------------- | -------------- |
| Espanha — Productores de Música de España   | 1              |
| Estados Unidos — Billboard Tropical Albums  | 1              |
| Estados Unidos — Billboard Top Latin Albums | 19             |
| Países Baixos — Mega Album Top 100          | 2              |

| Tabela musical (1990) | Certificação | Vendas   |
| --------------------- | ------------ | -------- |
| Brasil — ABPD         | Ouro         | 100.000+ |
| Espanha — PROMUSICAE  | 7× Platina   | 700.000+ |
| Estados Unidos — RIAA | Platina      | 100.000+ |
| Países Baixos — NVPI  | Ouro         | 50.000+  |